# Cantón de Argentan-Este
El cantón de Argentan-Este era una división administrativa francesa, que estaba situada en el departamento de Orne y la región de Baja Normandía.

## Composición
El cantón estaba formado por cinco comunas, más una fracción de la comuna que le daba su nombre:
- Argentan (fracción)
- Aunou-le-Faucon
- Juvigny-sur-Orne
- Sai
- Sévigny
- Urou-et-Crennes

## Supresión del cantón de Argentan-Este
En aplicación del Decreto nº 2014-247 de 25 de febrero de 2014, el cantón de Argentan-Este fue suprimido el 22 de marzo de 2015 y sus 6 comunas pasaron a formar parte; cuatro del nuevo cantón de Argentan-1 y dos del nuevo cantón de Argentan-2.